# أركنجلو كوريلي

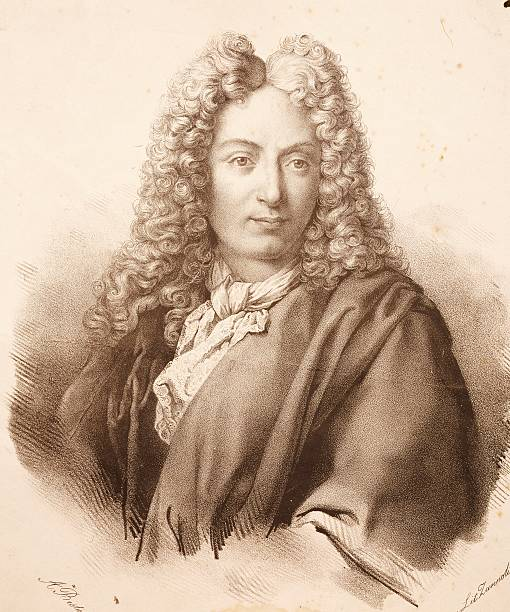
أركانجِلو كوريلي (1653-1713)

أركانجِلو كوريلي (بالإيطالية: Arcangelo Corelli) عاش (1653-1713 م) هو عازف كمان ومؤلف موسيقي إيطالي، ألف العديد من قطع السوناتا الكنائسية أو سوناتا الحجرة بالإضافة إلى كونشرتوهات الكمان. كان أحد أبرز أساتذة الحركة الكلاسيكية في إيطاليا.
عاش كوريللي أغالب حياته في روما ونذكره كمؤسس لتكنيك عزف الكمان الحديث وللمساعدة في تطوير واحد من أهم الأشكال الموسقية في عصره وهو الكونشرتو جروسو. كان عازف كمان ماهر ومدرس، فدرس لمؤلفي مثل فرانسيسكو جيمانيني وبييترو لوكاتيلي. أعماله رغم قلته كان لها أثر كبير وما زالت تعزف بتكرار. تشمل عدة مجموعات من 12 سوناتا تريو وسوناتا الكمان الصولو وايضا عدد من الكونشرتو جروسو أشهرها يعرف باسم «كونشرتو الكريسماس».

## حياته
رغم أن موسيقى الآلات أصبحت هامة بتزايد في منتصف القرن السابع عشر، ما زال كوريللي غير مألوف بما أنه لم يكتب أي موسيقى للصوت. بدلا من ذلك عمل بشكل قصدي في الثلاثة أنواع التي ساعد في ترسيخها وصقلها: الكونشرتو جروسو والتريو سوناتا والسوناتا الصولو إنتاجه المنشور قليل لكن أثره كان كبيرا. كل الموسيقيين اللاحقين الذين عملوا في هذه الأنواع حتى الربع الأخير من القرن الثامن عشر، استخدموا عمل كوريللي كنموذج والبعض مثل كوبران في L'Apotheose de Corelli قدما له مديحا صريحا.
ولد كوريللي في فوسليانو بين بولونيا ورافينا في أسرة من ملاك الأراضي الموسرين دون تاريخ في الموهبة الموسيقية. درس مع قس محلي لكن تعليمه الموسيقي الأساسي حدث في الأكاديميا الفيلهارمونيك في بولونيا التي كانت وقتها مركزا هاما للعازفين. من 1675 استقر في روما حيث رسخ نفسه بالتدريج كواحد من عازفي الكمان الرواد في المدينة حيث عزف في الفرقية الصغيرة للكنيسة لكن أيضا في اوركسترات المسرح.
كوريللي وظفه ثلاثة من أهم الرعاة في العصر بدءا من كريستينا ملكة السويد التي كانت تعيش في روما منذ 1655 التي التحق في خدمتها سنة 1679 والتي أهدى لها أول 12 تريو سوناتا بعد عامين. كما جهز المناسبات الموسيقية بما في ذلك الأكاديميات الموسيقية للكاردينال الثري بامفلي الذي وظفه سنة 1687 كمديره الموسيقي. بعد ذلك في الحال انتقل كوريللي لقصر الكاردينال آخذا معه طالبه ماتيو فورناري الذي أقام معه حتى وفاته. حيث انتقل بامفيلي إلى بولونيا سنة 1690، الراعي الثالث لكوريللي الكاردينال أوتوبوني الشاب أخذه إلى قصره الكانسيلريا. لكل الرعاة الثلاثة نظم كوريللي وكتب لفرق صغيرة من مختلف الأحجام غالبا يعمل مع مؤلفين آخرين. كما قاد أوبرا في المسرح الخاص لأوتوبوني وفي تياترو توردينونا العام.
كعازف اشتهر كوريللي للأناقة في العزف "لم أقابل أي رجل من قبل" كتب معاصر له "الذي عانى من عواطفه التي تسرع به بعيدا أثناء عزفه على الكمان”. لكنه لم يكن عازفا ماهرا وأحيانا خذلته تقنيته – حقا أثناء زيارة لنابولي سنة 1701 تعرض لتجربة محرجة أثناء قيادة الأوركسترا في أوبرا من تأليف أليساندرو سكارلاتي حيث عجز عن عزف نغمة عالية كان النابوليون قادرين عليها بسهولة.
كانت شهرة كوريللي كبيرة حتى أنه في حياته كان المؤلفون يقلدون أسلوبه كان انتشار تأثيره لحد كبير بسبب الزيادة الهائلة في النشر الموسيقي في بداية القرن الثامن عشر. توفي وهو ثري فترك ليس فقط المجموعة المتوقعة من الآلات الموسيقية والمسودات (التي أهداها لماتيو فورناري) لكن أيضا مجموعة جيدة من اللوحات، واحدة منها. ذهبت للكاردينال أوتوبوني. دفن في البارثيون في قبر مجاور للرسام رفاييل.

## أعماله

### الكونشرتو جروسو
الكونشرتو جروسو وهي شكل من الموسيقى الأوركسترالية ظهر قرب نهاية القرن السابع عشر كان مثل معظم موسيقى الآلات الأخرى للعصر في أنها تكونت من سلسلة من الحركات المتقابلة سريعة/بطيئة قامت على الأشكال الراقصة. ما كان جديدا بشأنه كان الطريقة التي نظمت بها الأوركسترا إلى مجموعتين مختلفتين: مجموعة صغيرة تعرف بالكونشيرتينو ومجموعة أكبر تعرف بالكونشرتو جروسو (لاحقا عرفت بالريبينو أو التوتي) هاتان المجموعتان عزفا بالتبادل مع الكونشرتو جروسو في الأغلب ببساطة تردد صدى مادة الكونشرتينو مما ابتكر تناقض بين الفقرات المرتفعة والخفيفة.
أعمال الكونشرتو جروسو لكوريللي لها مزاج سائد للتوازن والسيطرة: حتى الحركات السريعة النشطة هذه الكونشرتات تختلف تماما عن كونشرتات فيفالدي المليئة بالطاقة المنطلقة وعدم التوقع. هذه مقطوعات سهلة ورشيقة وتضم الكثير من الجمال العظيم لا سيمما فلي كونشرتو رقم 1 (كونشرتو الكريسماس) بافتتاحياته الدرامية، الميلوديات المتنوعة والمبتكرة وحركاتها الجادة والبطيئة.

### السوناتا التريو والصولو
تعد السوناتا التريو نوعا هاما في عصر الباروك، فتتكون من ثلاثة أجاء تعزفها أربع آلات: جزئان علويان، عادة آلات الكمان، إضافة إلى جزء باص، يعرف بالباص المستمر، الذي تؤديه آلة مفاتيح وألة وترية منخفضة. عامة الفرق تم بين سوناتا الحجرة، التي استخدمت الأشكال الراقصة والسوناتا الكنسية الأكثر جدية، التي عادة لم تكن، لكن في أيدي كوريللي الفرق بين الشكلين أصبح مبهما بتزايد. كل مقطوعات السوناتا التريو لها أعمال مصقولة وانيقة حيث تملك أجزاء الكمان، خاصة في الحركات الأبطأ، صفة غنائية قريبة للصوت البشري. هذه موسيقى ممتعة لكن غير متطلبة تتفادى الحد الاقصى للعاطفة.
الاثنتا عشرة سوناتا التي تشكل أعمال كوريللي مصنف رقم 5 تماثل السوناتا تريو لكنها تبرز آلة كمان واحدة وتشمل حركة سريعة إضافية. كان كوريللي عازفا مؤثرا ومدرس للكمان كما كان مؤلف ويمكن رؤية هذه الأعمال على أنها تلخص فهمه لأفضل صفات الآلة. حتى في أكثر اللحظات الصعبة فنيا، تألق الفقرات يخدم الموسيقي بدلا من العازف. أشهر سوناتا واكثرها حيوية هي الاخيرة في المجموعة، مجموعة تنويعات لامعة على نغمة راقصة شهيرة La Folía.

## هوامش
1. ↑  autori vari (1929), Enciclopedia Treccani (بالإيطالية), Istituto dell'Enciclopedia Italiana, QID:Q731361
2. ↑  Archivio Storico Ricordi، QID:Q3621644
3. ↑  MusicBrainz (بالإنجليزية), MetaBrainz Foundation, QID:Q14005
4. ↑  The Facts on File Dictionary of Music, Christine Ammer 2004
5. 1 2 3  The Rough Guide to Classical Music by Joe Staines

## روابط خارجية
- أركنجلو كوريلي على موقع IMDb (الإنجليزية)
- أركنجلو كوريلي على موقع الموسوعة البريطانية (الإنجليزية)
- أركنجلو كوريلي على موقع ميوزك برينز (الإنجليزية)
- أركنجلو كوريلي على موقع أول موفي (الإنجليزية)
- أركنجلو كوريلي على موقع قاعدة بيانات الأفلام السويدية (السويدية)
- أركنجلو كوريلي على موقع إن إن دي بي (الإنجليزية)
- أركنجلو كوريلي على موقع أول ميوزيك (الإنجليزية)
- أركنجلو كوريلي على موقع ديسكوغز (الإنجليزية)
- أركنجلو كوريلي على موقع كينوبويسك (الروسية)